# 頤廬
頤廬位於四川省成都市武侯区公行道街2号，是中国第一个牙科女博士张琼仙的故居。1940年，由张琼仙之父张世煜聘请加拿大美道會傳教士建筑师苏继贤（Walter Small）设计建造。院内为二层青砖楼房、一排穿斗房和花园。院门墙上有戴季陶手书“颐庐”石碑。2007年6月1日公佈為四川省第七批文物保護單位。